# 兄弟情
兄弟情（英語：Bromance）又称为兄弟情谊，网络用语称为基情、好基友。常被用來形容男性朋友之間的一種暧昧关系，但是他们之间并不一定要有血缘上的兄弟關係，也并不一定是同性戀關係。兄弟情是同性交际中的亲密关系之一。

## 词源
英语中，这是一個脫胎自兄弟（Brother）及浪漫（Romance）的新詞。滑板杂志《老大哥》（Big Brother）的编辑戴维·卡尼（Dave Carnie）于20世纪九十年代首先创造了这个词来专门指那些经常一起练习滑板的滑板者之间的情谊。这种关系可以是异性恋男性之间的，可以是异性恋男性与同性恋男性之间的，也可以是同性恋男性之间的。

## 特征

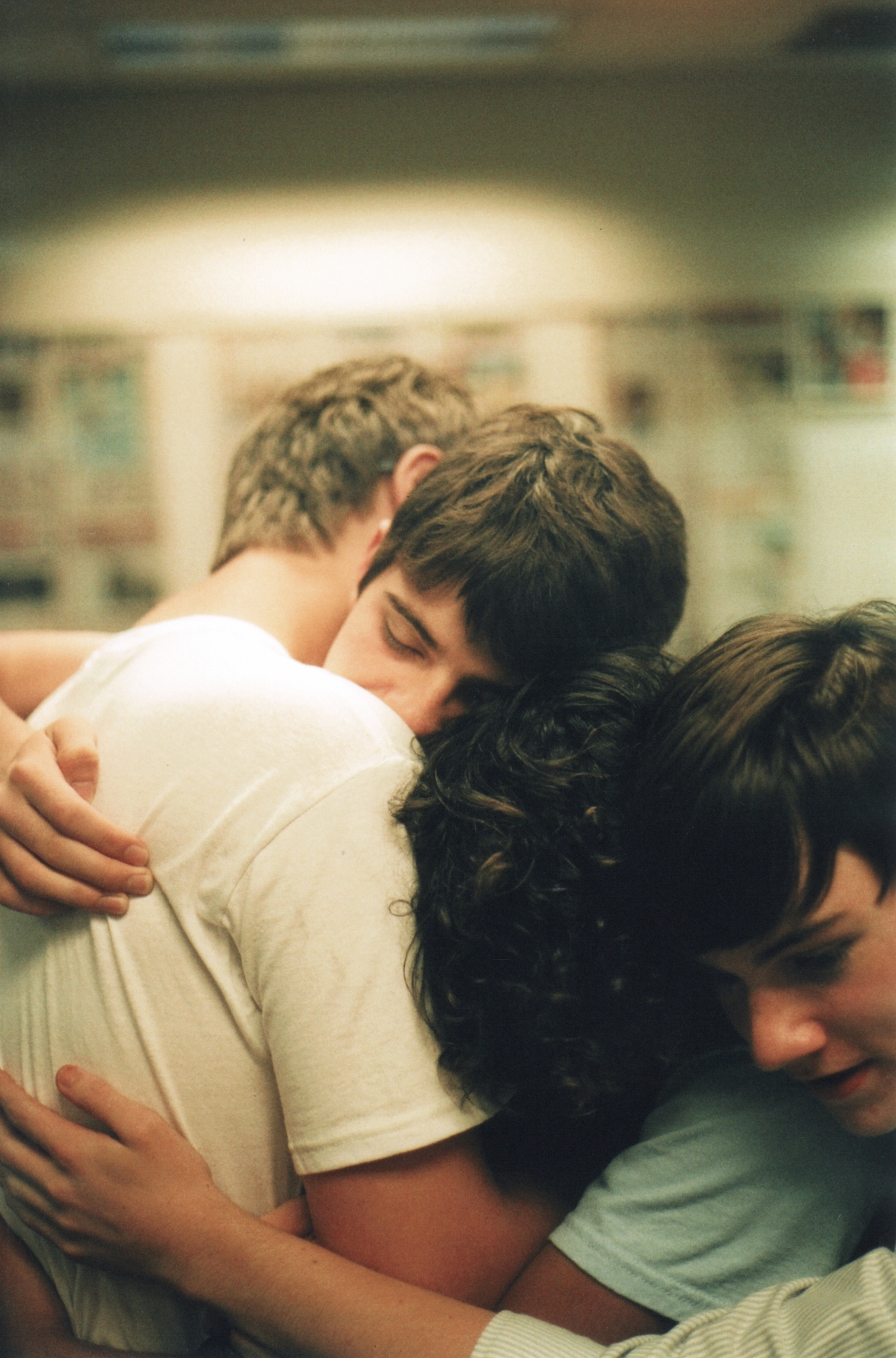
几位青年在一起拥抱

当代将兄弟情和历史上的浪漫友情区分开来。亚里士多德对于友情的经典描述经常被解读为兄弟情的原型。在公元前300年，他写道：“为了朋友着想，希望朋友过得最好的朋友是真正的朋友，因为他们彼此因对方是对方的样子而爱对方，而不是因为任何附加的品质”。有很多要好的男性友谊贯穿于西方历史中，并且这些关系大致都很相像。据推测，在19世纪后期，西格蒙德·弗洛伊德学说及后续同性恋关系的公开使异性恋男人之间逐渐避免对其他男人表达高度的好感。对友谊和男性的研究发现最近几代的被女权主义母亲抚养大的男性在感情上更加开放、更乐于表达。他们对于被认定成是同性恋表示更不太关心，因此他们在探索更深的友谊时就觉得更坦然一些。在美国做过一个调查指出，对“男子的传统观点”的拒绝态度，在盎格鲁-撒克逊人血统之间最高，在非洲血统后裔之间最低，而西班牙裔的居于二者之间。此外，研究发现坚定认可“男子的传统观点”的男子有患述情障碍症（alexithymia，一种难以理解或认出表情的疾病）的倾向。
另一个可能影响兄弟情的因素是男人都结婚晚一点。根据2010年美国人口普查，平均男子第一次结婚年龄为28岁，较1960的23岁有很大上升。也有研究发现，接受更多教育的男子会等到30多岁再结婚。
男性之间的友谊基本建立在共享活动上，包括：玩电子游戏、演奏乐器、购物、抽烟、篝火旁促膝长谈、看电影、钓鱼、野营、和其他体育活动；赌博、饭局、甚至吸毒。吐露情感也算是一种，只是这个活动女人做的比较多。

## 男同性恋者参与的兄弟情

### 男同性恋者与男异性恋者的兄弟情
尽管兄弟情普遍用于异性恋之间，混合式的同性恋与异性恋的无性接触的亲密关系也叫兄弟情。英语中这个关系叫做或，也是两个合成词。

### 男同性恋者与男同性恋者的兄弟情
在双性恋及同性恋之间的完全的柏拉图式爱情自从同性恋社区的出现就已经存在了。相似地，同性恋之间的无性关系的关系是任何一个同性恋自我构成和出柜的重要一部分。在出柜之前，他们通常没有任何人来分享他们真实的感受，所以这些同性恋兄弟情在自我探索中扮演了一个重要的角色，并为其提供支持和感情纽带。